# Комсомольская улица (Тюмень)
Комсомольская улица — улица в Центральном административном округе города Тюмени на территории Центрального района. До 1939 года официально носила название Тобольская улица. Протяженность улицы 1109 м

## Описание
Комсомольская улица длиной чуть больше 1 километра.
Она начинается от Первомайской улицы, где в начале Комсомольской улицы находится здания деревянного зодчества, а заканчивается — упираясь в улицу Немцова, где возвышается бизнес-центр Менделеев House.
Комсомольская пересекает такие улицы, как Свердлова, Орджоникидзе, Водопроводная.

## История
Доподлинно не известно, в каком году была создана Комсомольская (Тобольская) улица. Но на картах 1861 года уже виднеется её очертания на картах. А 24 августа 1938 года старинную улицу Тюмени — Тобольскую переименовали в Комсомольскую.
В Тюмени в XVII веке на месте современной улицы Челюскинцев (бывшая Иркутская) тогда проходила стена городского острога, в ней напротив нынешней Комсомольской улицы были Знаменские проезжие ворота, от которых шла дорога на Тобольск вдоль высокого берега Туры. Это, конечно, и было основанием для названия улицы. Ещё в первой половине XIX века Тобольская улица заканчивалась уже возле перекрестка с Ишимской (теперь Орджоникидзе). Последний её квартал до слияния с улицей Осипенко у перекрестка с улицей Немцова (бывшей Солдатской) застраивался в конце XIX века
Ещё один большой участок, на котором было расположено кладбище, — район вокруг Всехсвятской церкви. Круглый храм стоит до сих пор, и теперь он окружен жилыми домами и торговыми центрами. А ещё каких-то 150 лет назад вокруг него был погост. Называлось это кладбище старым городским, или Всехсвятским. Закрыли его только в 1885 году. Границы его точно очерчены — это квадрат Комсомольской улицы — Осипенко — Даудельной — Профсоюзной. Когда застраивали Комсомольскую улицу, сплошь и рядом сталкивались со склепами и захоронениями. И в случае раскопок или ремонтных работ в этом месте рабочие могут натолкнуться на человеческие останки.
Современная застройка за годы советской власти не добралась до Комсомольской улицы. Почти вся она застроена домами XIX века. Многие из них украшены своеобразной тюменской резьбой по наличникам окон, карнизов, воротам. Здесь старая Тюмень видна во всей своей красе и оригинальности: водопровод на улице, «удобства» — во дворе, вдоль улицы — канавы для стока воды, кое-где старинные тополя.

## Здания и сооружения
Нумерация домов начинается от Первомайской улицы.
По нечётной стороне:
- Комсомольская, 7 — Общежитие № 1 — Тюменский государственный университет (2008 г.)ТюмГУ Общежитие № 1

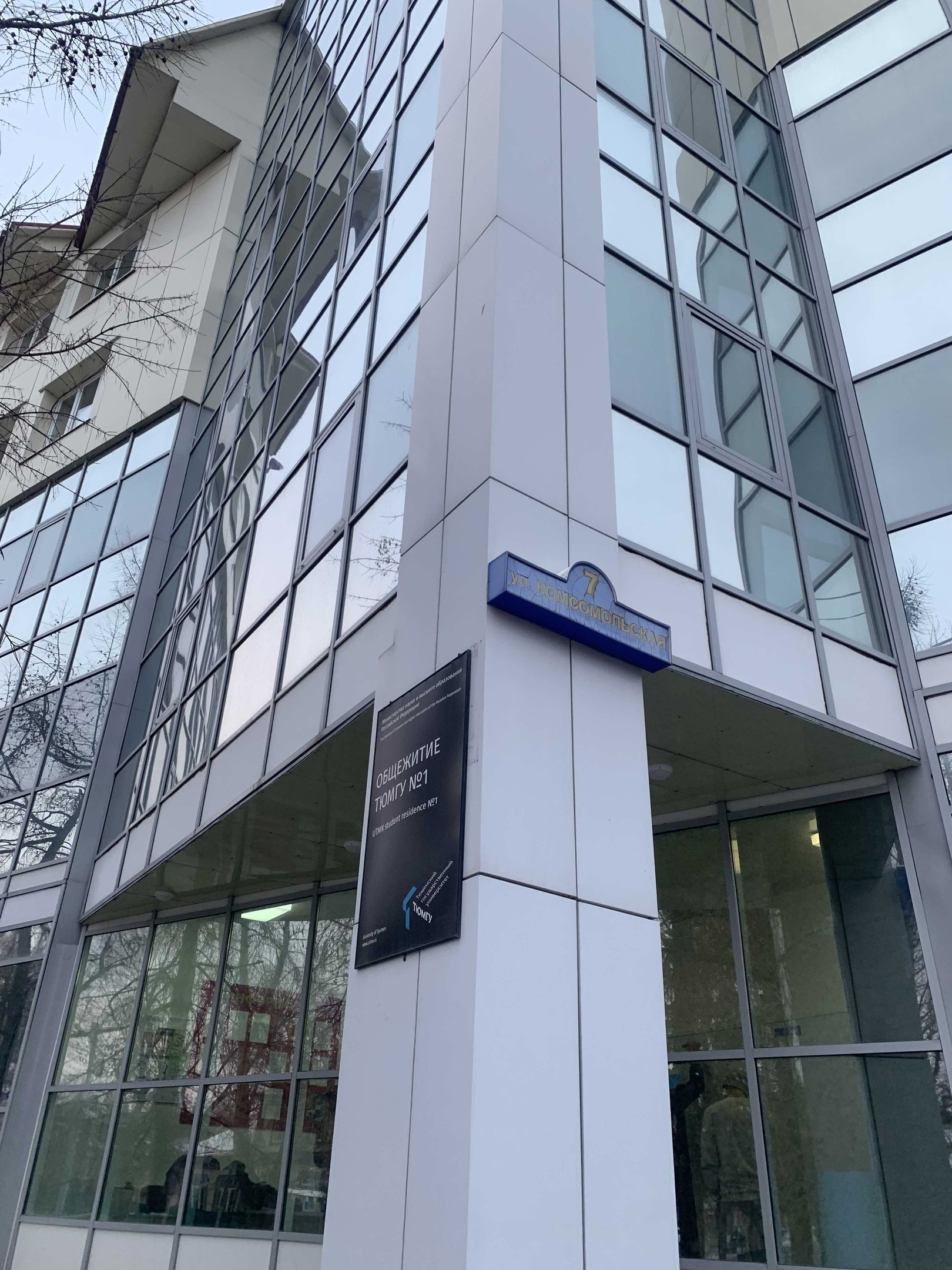
ТюмГУ Общежитие № 1

- Комсомольская, 9 — малоэтажный жилой дом (1980 г.). Наличники 1 и 2 этажей имеют редкое для Тюмени применение геометрического «бриллиантового руста», имеющего корни в итальянском ренессансе. Применение декоративных камней «рустики» выполнены с большим знанием пропорций и композиции. (1980 г.)
- Комсомольская, 13 — жилой дом (2014 г.)
- Комсомольская, 17 — памятник архитектуры (1900-е г.). Флигель на усадьбе Г. А. Андреева. Редкий тип здания с уникальным декором. Наличники окон, фронтон, причелины богато украшены пропильной ажурной резьбой (вместе с домом по Комсомольской ул., 19, здание составляло усадебный ансамбль, принадлежавший в начале XX века «тюменскому купеческому сыну», кассиру Товарищества Западно-Сибирского пароходства Г. А. Андрееву, в начале 1910-х гг. дом перешёл в собственность Товарищества Западно-Сибирского пароходства и торговли). (Построен в начале XX в.)
- Комсомольская, 19 − памятник архитектуры (1900-е г.)
- Комсомольская, 25 — административное здание (1918 г.)
- Комсомольская, 27 — частный дом (1973 г.)
- Комсомольская, 37\1 — Союз ветеранов Югры(2011 г.)
- Комсомольская, 37 — Управление представительства Югры в Тюменской области (2011 г.)
- Комсомольская, 39 — частный дом (1998 г.)
- Комсомольская, 41 — Отель 41 (2012 г.)
- Комсомольская, 43 — административное здание (1979 г.)
- Комсомольская, 49 — административное здание (2008 г.)
- Комсомольская, 57 — административное здание (2006 г.)
- Комсомольская, 63 — частный дом (1965 г.)
- Комсомольская, 63\а — частный дом (1965 г.)
- Комсомольская, 65 — частный дом (1948 г.)
- Комсомольская, 69 — частный дом (1948 г.)
- Комсомольская, 73 — частный дом (1948 г.)
- Комсомольская, 75 — жилой дом (2009 г.)

По чётной стороне
- Комсомольская, 6 — административное здание (1906 г.)
- Комсомольская, 8 — жилой дом (2003 г.)
- Комсомольская, 16 — административное здание, Дом Ф. И. Минина. Основная роль в декоре фасадов отведена фигурным наличникам с точеными деталями и несложными элементами объемной накладной резьбы растительного орнамента. (Построен в начале XX в.)
- Комсомольская, 18 — административное здание, Дом Д. Е. Машарова. Дом построен предположительно в 1890-х гг., принадлежал тюменскому купцу Г. А. Андрееву (по ведомостям 1909 г., усадьба включала в себя деревянный двухэтажный дом, деревянный одноэтажный флигель, погреб, каретник, конюшни). Характерный элемент исторической градостроительной среды. (Построен в начале XX в.)
- Комсомольская, 22 — Губернский бизнес-центр
- Комсомольская, 24 — жилой дом (2014 г.)
- Комсомольская, 26 — жилой дом, Строительство и Маркетинг — 2000 (2021 г.)
- Комсомольская, 36 — строящееся здание (2007 г.)
- Комсомольская, 38 — автостоянка (2010 г.)
- Комсомольская, 42 — заброшенное здание (1954 г.)
- Комсомольская, 44 — жилой дом (1990 г.)
- Комсомольская, 54 — частный дом (1998 г.)
- Комсомольская, 54а — Областная инфекционная клиническая больница (2001 г.)
- Комсомольская, 56 — жилой дом (2003 г.)
- Комсомольская, 56, к. 1 — жилой дом (2004 г.)
- Комсомольская, 58 — жилой дом (2009 г.)
- Комсомольская, 60 — жилой дом (2012 г.)

## Достопримечательности
Объект культурного наследия
- Дом Г. А. Андреева, Комсомольская, д. 17 (1900-е г.) . По версии В. А. Чупина, усадьба принадлежала купцу Г. А. Андрееву. Однако, существует версия Е. М. Козловой-Афонасьевой, что постройки в составе усадьбы были сделаны Дмитрием Епифановичем Машаровым, отцом известного в Тюмени фабриканта. Здание отреставрировано в 2006 году по проекту архитектора Г. М. Дубоноса. Флигель на усадьбе Г. А. Андреева, Комсомольская, д. 17 (1900-е г.)

- Дом Ф. И. Минина, Комсомольская, 16 — памятник архитектуры регионального значения. Основная роль в декоре фасадов отведена фигурным наличникам с точеными деталями и несложными элементами объемной накладной резьбы растительного орнамента. Построен в начале XX в.

- Комсомольская, 9 — жилой дом (1980 г.) Наличники 1 и 2 этажей имеют редкое для Тюмени применение геометрического «бриллиантового руста», имеющего корни в итальянском ренессансе. Применение декоративных камней «рустики» выполнены с большим знанием пропорций и композиции.

- Комсомольская, 18 — жилой дом. Дом Д. Е. Машарова. Дом построен предположительно в 1890-х гг., принадлежал тюменскому купцу Г. А. Андрееву (по ведомостям 1909 г., усадьба включала в себя деревянный двухэтажный дом, деревянный одноэтажный флигель, погреб, каретник, конюшни). Характерный элемент исторической градостроительной среды. (Построен в начале XX в.)

## Транспорт
Движение по всей улице двустороннее светофорное. Нечётная и чётная стороны улицы соединены 15 наземными пешеходными переходами.
Наземный общественный транспорт
На Комсомольской улице находится три остановки:
1) Институт наук о Земле
2) Улица Орджоникидзе
3) Областная инфекционная больница
Автобусы: 13, 39, 129, 147.
Маршрутное такси: 43, 62.

## Примечание
Тюмень. В поисках души. Часть IV. Потаскуй